# 露薏絲·蓮恩
露薏絲·蓮恩（英語：Lois Lane）是一位出現在DC漫畫中的虛構人物。她首次登場於《動作漫畫》#1（1938年6月），為作家傑里·西格爾和藝術家喬·舒斯特所創作。
露薏絲被《Comics Buyer's Guide》的100位最性感女性漫畫名單中排名第七十八位。

## 人物
露薏絲·蓮恩是一個屢獲殊榮的《星球日報》記者和超級英雄超人的愛好者。超人克拉克·肯特的同事，後來發現了克拉克的真實身分，而成了超人的女友。在DC漫畫連續45年來，露薏絲也是他的妻子。直到New 52中，露易丝的男友变成乔纳森·卡羅爾（Jonathan Carroll）。
露薏絲這個角色來自許多人物而創造的，她的外貌最初是基於喬安妮·西格爾（作家傑里·西格爾的妻子）而定型。人物也取自虛構女記者Torchy Blane（由演員格倫達·法雷爾在1930年所飾演的一位角色，是個勇敢、美麗的女記者）。傑里·西格爾引用了女歌手Lane Sisters和Torchy Blane的一些要素來創造此角。露薏絲·蓮恩也是受到現實中的記者娜麗·布萊所影響而設計。

## 其他媒體

### 電影
- 《超人》、《超人II》、《超人III》、《超人IV：尋求和平》：由馬戈迪·基德爾飾演。
- 《超人再起》：由凱特·波茨沃斯飾演。
- DC擴展宇宙：由艾美·亞當斯飾演。
  - 《超人：鋼鐵英雄》（2013年）
  - 《正義聯盟》（2017年）
  - 《查克·史奈德之正義聯盟》（2021年）
- DC宇宙：由瑞秋·布羅斯納安飾演。
  - 《超人》（2025年）

### 電視劇
- 《新超人》：由泰瑞·海契飾演露薏絲。
- 《超人前傳》：由埃莉卡·杜兰斯飾演露薏絲。
- 綠箭宇宙系列劇集：由比茜·图诺克飾演[4]。

## 外部連結
- Lois Lane （页面存档备份，存于） profile at the Smallville Wiki
- Lois Lane Index – her many incarnations （页面存档备份，存于）
- Lois Lane – information from the 1990s animated series （页面存档备份，存于）